# Transstroy
La société Transstroy (en russe : трансстрой, « trans-système ») est un groupe d'entreprises  à responsabilité limitée spécialisé dans la construction dans le secteur des transports. Elle a été fondée en 1991 à Moscou (Russie). Le chef en est Vladimir Brezhnev (président). Le chiffre d'affaires est de 25,389 milliards de roubles (2005). Le profit net est de 1,195 milliard de roubles (2005). 

## Histoire
En 1991, sur la base du Mintransstroy (Ministère de la construction du transport en URSS) fut créée la Société d'État Transtroy. En 1992, elle est devenue une société par actions : la corporation Transstroy. Elle se spécialise dans la construction d'automobiles et de chemins de fer ; ports de mer et d'eau douce ; infrastructures hydrotechniques. En 2005, fut créé le holding du Groupe d'entreprises Transstroy qui réunit 20 compagnies (la plus grande étant la corporation Transstroy, société par actions).

## Projets
Les acteurs du marché sont la base des deux structures et le Président du groupe de compagnies Transstroy et actuel ministre de la construction du transport, Vladimir Brezhnev, doit guider les activités des plus grands projets de la compagnie.
Déjà réalisés et à entretenir :
- MKAD
- monorail de Moscou
- partie du tunnel Lefortovo

Les principaux projets de la compagnie en 2007 à Moscou : 
- la reconstruction de l'aéroport Vnukovo et le complexe aérien Vnukovo
- la construction de l'intersection de l'autoroute de Léningrad avec l'autoroute Golovinskim
- la reconstruction de l'avenue Léningrad de la rue des courses à la station de métro du faucon
- la jonction routière à partir de l'intersection du petit 3e anneau et du grand 3e anneau avec l'avenue Krasnopresnenskiy.